# Elvire Audray
Elvire Audray (Parigi, 25 aprile 1960 – 23 luglio 2000) è stata un'attrice francese.

## Biografia
Volto noto del cinema italiano degli anni 80, esordisce nel 1982 in Vado a vivere da solo al fianco di Jerry Calà, con cui recita in seguito anche in Rimini Rimini e nella miniserie TV Professione vacanze. Al cinema partecipa inoltre a commedie come La gorilla e Italian fast food, a horror come Assassinio al cimitero etrusco, Schiave bianche - Violenza in Amazzonia e Nosferatu a Venezia, e al poliziesco I giorni del commissario Ambrosio, dove recita assieme a Ugo Tognazzi. Contemporaneamente è attiva in alcune produzioni in patria, e nel 1984 partecipa con un piccolo ruolo alla miniserie TV statunitense Segreti.
In televisione, nel 1989 prende parte come valletta all'edizione di Fantastico condotta da Enrico Montesano e Anna Oxa, e sempre nello stesso anno è al fianco di Fabio Fazio nello show Fate il vostro gioco. Negli anni 90 dirada le sue apparizioni, concentrandosi soprattutto sul piccolo schermo; le ultime sue interpretazioni risalgono alle serie TV francesi Julie Lescaut (1994) e La rivière Espérance (1995).
Muore suicida nel 2000, a quarant'anni.

## Filmografia

### Cinema
- Vado a vivere da solo, regia di Marco Risi (1982)
- La gorilla, regia di Romolo Guerrieri (1982)
- Le lys, regia di Fabrice Maze (1982)
- Assassinio al cimitero etrusco, regia di Christian Plummer (1982)
- Plus beau que moi, tu meurs, regia di Philippe Clair (1982)
- Morbida, regia di Arduino Sacco (1983)
- La guerra del ferro - Ironmaster, regia di Umberto Lenzi (1983)
- Schiave bianche - Violenza in Amazzonia, regia di Mario Gariazzo (1985)
- Italian Fast Food, regia di Lodovico Gasparini (1986)
- Rimini Rimini, regia di Sergio Corbucci (1987)
- Nosferatu a Venezia, regia di Augusto Caminito (1988)
- I giorni del commissario Ambrosio, regia di Sergio Corbucci (1988)
- La tribù, regia di Yves Boisset (1991)

### Televisione
- Segreti (Lace), regia di William Hale – miniserie TV (1984)
- Un seul être vous manque – serie TV (1984)
- Caccia al ladro d'autore – serie TV, episodio 1x03 (1985)
- Professione vacanze, regia di Vittorio De Sisti – miniserie TV, puntata 1 (1986)
- Le JAP, juge d'application des peines – serie TV, 1 episodio (1992)
- Jules Ferry, regia di Jacques Rouffio – film TV (1993)
- Julie Lescaut – serie TV, episodio 3x01 (1994)
- La rivière Espérance – serie TV (1995)

## Programmi TV
- Fantastico 9 (1989)
- Fate il vostro gioco (1989)

## Discografia
- 1985 – Myself, Cometa Edizioni Musicali – CMT 38, vinile 7"[3]

## Videogioco
- 1994 – Entity